# Кутаисоба
Кутаисоба (груз. ქუთაისობა) — грузинский народный праздник, день города Кутаиси, отмечается 2 мая. 

## История
История праздника начинается с 1905 года — Саша Чиковани (საშა ჩიქოვანი), супруга губернатора организовала благотворительную акцию по сбору денег в помощь больницам. Дамы из высшего общества Кутаиси и девушки-гимназистки продавали ромашки, а заработанные деньги шли в фонд помощи больницам как благотворительная акция.